# Pachydissus titan
Pachydissus titan är en skalbaggsart som beskrevs av Aurivillius 1916. Pachydissus titan ingår i släktet Pachydissus och familjen långhorningar. Inga underarter finns listade i Catalogue of Life.